# 龍造寺季明
龍造寺 季明（りゅうぞうじ すえあき、生没年不詳）は、江戸時代前期の人物。龍造寺高房の子。龍造寺氏嫡流を自称する。通称は伯庵で、一般的には龍造寺伯庵として知られている。

## 生涯
生母の身分が低かったため、実際に高房の嫡男とは認知されてはおらず、父親の高房ですら、伯庵の存在を知らなかったという。しかし高房の死後、突如高房の忘れ形見が現れたことに佐賀藩も狼狽し、龍造寺氏に連なる一部の藩士がこの伯庵の龍造寺復権運動に同調していることからも、高房の子であることは事実のようである。
若くして父が死んだため、僧となる。佐賀藩では、高房の遺児として丁重に取り扱うものの、実際は軟禁状態において警戒した。しかし、藩の慰留を聞かずに出奔した。藩主鍋島勝茂は、従兄の石井茂成を派遣して、伯庵に帰佐を説得したが果たせなかった。伯庵はのちに還俗し3代将軍徳川家光に再三にわたって執拗に龍造寺氏の再興を訴えるが却下された。幕府も鍋島氏の藩政が安定化しつつあったため、この問題に関しては真剣に取り合うことがなかった。
寛永11年（1634年）、龍造寺氏の嫡流を名乗る伯庵に対して、龍造寺隆信の甥多久安順は、「庶子に嫡流を名乗る資格なし」と断じ、「龍造寺氏の嫡流があるとすれば安順自身が最も相応しい」と主張し、伯庵の一連の工作を封じた。それでもなお、訴訟を繰り返す伯庵の扱いに困った幕府の裁定により、会津藩の預かりとなった。
子孫は会津藩士となって存続し、明治維新に至っている。